# Idiocera (Idiocera) sperryana
Idiocera (Idiocera) sperryana is een tweevleugelige uit de familie steltmuggen (Limoniidae). De soort komt voor in het Nearctisch gebied.